# Hemiscorpius jiroftensis
Espèce
Hemiscorpius jiroftensis est une espèce de scorpions de la famille des Hemiscorpiidae.

## Distribution
Cette espèce est endémique de la province de Kerman en Iran. Elle se rencontre vers Djiroft et Bam dans les Jebal Barez.

## Description
Le mâle holotype mesure 80,94 mm, les mâles mesurent de 65,41 à 90,39 mm et les femelles de 60,14 à 69,16 mm.

## Systématique et taxinomie
Cette espèce a été décrite par Saman, Barahooei, Dehghan, Oshaghi, Rafinejad, Azarm et Prendini en 2025.

## Étymologie
Son nom d'espèce, composé de jiroft et du suffixe latin -ensis, « qui vit dans, qui habite », lui a été donné en référence au lieu de sa découverte, Djiroft.

## Publication originale
- Saman, Barahooei, Dehghan, Oshaghi, Rafinejad, Azarm & Prendini, 2025 : « A New Species of the Medically Important Scorpion Genus, Hemiscorpius Peters, 1861 (Hemiscorpiidae), from Southern Iran. » Diversity, vol. 17, no 5, 321, p. 1–13 (texte intégral).